# Resolució 1443 del Consell de Seguretat de les Nacions Unides
La Resolució 1443 del Consell de Seguretat de les Nacions Unides fou adoptada per unanimitat el 25 de novembre de 2002. Després de recordar totes les resolucions anteriors sobre Iraq, incloses les resolucions 986 (1995), 1284 (1999), 1330 (2000), 1352 (2001), 1360 (2001), 1382 (2001) i 1409 (2002) relatives al Programa Petroli per Aliments, el Consell actuant sota el Capítol VII de la Carta de les Nacions Unides, va ampliar les disposicions relatives a l'exportació de petroli iraquià o productes derivats del petroli a canvi d'ajuda humanitària fins al 4 de desembre de 2002.
El Consell de Seguretat estava convençut de la necessitat d'una mesura temporal per proporcionar assistència humanitària al poble iraquià fins que el govern de l'Iraq compleixi les disposicions de la resolució 687 (1991) i 1284, i havia distribuït l'ajuda a tot el país per igual. També va reafirmar el compromís de tots els estats amb la sobirania i la integritat territorial de l'Iraq.
El Programa Petroli per Aliments es va ampliar per un període de nou dies (fase 12) abans de la renovació. Es va concedir l'ampliació per permetre que els diplomàtics debatessin més temps una extensió de sis mesos o 90 dies.